# 24. Kurentovanje (1984)
Kurentovanje 1984 je bil štirindvajseti uradni ptujski karneval, 4. marca, na pustno nedeljo.
Skupaj sta ga že dvanajsto leto zapored organizirala Folklorno društvo Ptuj in Turistično društvo Ptuj. Dopoldan je na etnografskem prikazu na mestni tržnici nastopilo 23 izvirnih likov pred več tisoč gledalci, sicer manj kot lani; nato je sledila še popoldanska karnevalska povorka s skupno 2,000 nastopajočimi pred več deset tisoč obiskovalci. Za organizacijo je bilo letos dobro poskrbljeno, hrane in pijače je bilo dovolj, pust je bil tokrat res mastnih ust. Ljudje so navdušeno pozdravili tudi etnograske skupine iz Beneške Slovenije, Makedonije in Avstrije. Letos so bili na udaru energetska kriza, visoke cene, šibka inventivna dejavnost in neurejeno devizno tržišče. Zelo svež je bil tudi spomin na pravkar osvojeno olimpijsko medaljo Jureta Franka. Cena vstopnice (značke) je znašala 50 dinarjev.

## Spored

### Dopoldanski prikaz etnografskih likov na tržnici
Prikaz 23 etnografskih skupin se je zgodil ob 10. uri na mestni tržnici (Titov trg):
- 1. Pokači (Markovci, Podlehnik)
- 2. Kopjaši (Markovci)
- 3. Orači (Podlehnik)
- 4. Ples vil s kraljico (Zabovci)
- 5. Pustni plesači (Pobrežje pri Vidmu)
- 6. Šrangarji (Obrež pri Ormožu)
- 7.  Perchte (Fuchs iz Avstrije)
- 8. Orači (Lancova vas)
- 9. Klada (Spodnja Polskava)
- 10.  Blumarji (Beneška Slovenija)
- 11. Orači (Markovci)
- 12. Zvončari (Opatija iz Hrvaške)
- 13. Pustni plesači (Beltinci)
- 14. Borovo gostüvanje (Beznovci v Prekmurju)
- 15. Kopanjarice (Markovci)
- 16. Vasiličarski babari (Bitola iz Makedonije)
- 17. Pustna baba (FS Oljka iz Šmartno ob Paki)
- 18. Piceki in kokotički (Markovci)
- 19. Maškure (Turčišće pri Čakovcu)
- 20. Rusa, Medved, piceki in drugi pustni liki (Markovci)
- 21. Glöcklerlauf (Trieben iz Avstrije)
- 22. Ploharji (Cirkovci)
- 23. Koranti (Markovci, Ptuj... in okolica)

### Popoldanski sprevod karnevalskih skupin po mestu
Ob 15. uri po mestnih ulicah:
- Dopoldanskim skupinam so se na etnografskem delu popoldanske karnevalske povorke pridružili še:

– Mali orači (Lancova vas), Mažuretke (Ljubljana)
- V karnevalskih maskah oz. pustnih šemah popoldanske karnevalske povorke pa so nastopale:

– Motorizirana in druga vozila delovnih organizacij, ptujske osnovne in srednje šole in pihalne godbe

## Ostale prireditve
Tudi najmlajši so na pustni ponedeljek imeli otroško maškerado v Športni dvorani Mladika na Ptuju, ki ga je organiziralo društvo prijateljev mladine Ptuj z množico domiselnih mask, ki so se vrtele ob spremljavi vojaškega ansambla, vsak je dobil pustno liziko, sladkali pa so se z slastnimi krofi in sokom.

## Nagrade
Komisija, ki je ocenjevala 29 motoriziranih skupin je razdelila nagrade takole:

### Karnevalske skupine
|                      | Karnevalske skupine                                           | Nagrada         |
| -------------------- | ------------------------------------------------------------- | --------------- |
| 1. nagrada           | »Aluminijasto jajce« (TGA Kidričevo)                          | 10.000 dinarjev |
| 2. nagrada (deljena) | »Cvetoče cene« (Skupščina občine Ptuj)                        | 8.000 dinarjev  |
| 2. nagrada (deljena) | »Poolimnpijski smuk« (MIP)                                    | 8.000 dinarjev  |
| 2. nagrada (deljena) | »Univerzalna ptujska kokoš« (SDK)                             | 8.000 dinarjev  |
| 3. nagrada (deljena) | »Vlak vozi v daljave« (Hiko Olga Meglič)                      | 5.000 dinarjev  |
| 3. nagrada (deljena) | »Inovacija leta« (Agis)                                       | 5.000 dinarjev  |
| 3. nagrada (deljena) | »30-letnica« (Emona Merkur)                                   | 5.000 dinarjev  |
| 3. nagrada (deljena) | »60-letnica« (Labod Delta)                                    | 5.000 dinarjev  |
| 3. nagrada (deljena) | »Devizno tržišče« (Perutnina Ptuj)                            | 5.000 dinarjev  |
| 4. nagrada (deljena) | »Hladilni v okvari« (TOZD Elektronika)                        | 3.000 dinarjev  |
| 4. nagrada (deljena) | »Energetska kriza« (Pleskar)                                  | 3.000 dinarjev  |
| 4. nagrada (deljena) | »Evropsko nogometno prvenstvo« (Športno društvo Turnišče)     | 3.000 dinarjev  |
| 4. nagrada (deljena) | »Kmečki turizem« (Dvorjane pri Dupleku)                       | 3.000 dinarjev  |
| 4. nagrada (deljena) | »Streljanje kozlov« (Pivovarna Laško)                         | 3.000 dinarjev  |
| 4. nagrada (deljena) | »Obupani livarji« (Mirko Donaj)                               | 3.000 dinarjev  |
| 4. nagrada (deljena) | »Koruzna kriza« (TOZD Tovarna močnih krmil Ptuj)              | 3.000 dinarjev  |
| 5. nagrada (deljena) | »Poskočni Vučko« (Tinček Ivanuša)                             | 2.000 dinarjev  |
| 5. nagrada (deljena) | »Stabilizacija ročne brizgalne« (Gasilsko društvo Desenci)    | 2.000 dinarjev  |
| 5. nagrada (deljena) | »Ekspres popravilo avto plaščev« (TOZD Gumarna)               | 2.000 dinarjev  |
| 5. nagrada (deljena) | »Prikaz zimskega dela na kmetiji« (mladinci s Polenšaka)      | 2.000 dinarjev  |
| 5. nagrada (deljena) | »Integracijatrans« (Certus)                                   | 2.000 dinarjev  |
| 5. nagrada (deljena) | »Prikaz življenja od leta 1950 do 1984« (skupina s Polenšaka) | 2.000 dinarjev  |
| 5. nagrada (deljena) | »Svoj servis« (skupina s Kozmincev)                           | 2.000 dinarjev  |
| 5. nagrada (deljena) | »Prikaz vodovodnih težav« (skupina z Rabelčje vasi)           | 2.000 dinarjev  |
| 5. nagrada (deljena) | »Rotacijska črpalka« (skupina občanov)                        | 2.000 dinarjev  |
| 5. nagrada (deljena) | »Savna in masaža« (TOZD Mizarstvo)                            | 2.000 dinarjev  |

## Trasa

### Mednarodna karnevalska povorka
Zbirna točka za vozila sta bila Muzejski trg in Prešernova; pešci pa so se prav tako zbrali v Cankarjevi in Prešernovi.
- Slovenski trg (start) – Murkova – Trg mladinskih delovnih brigad (Mestni trg) – Lackova – Trstenjakova – Hotel Poetovio – Osojnikova – Gregorčičev drevored – Potrčeva – Srbski trg (UE Ptuj) – Titov trg (mestna tržnica) – Miklošičeva – Trg mladinskih delovnih brigad (Mestni trg) – Krempljeva – Trg svobode (Minoritski trg) – Dravska (zaključek)